# Karmosingylling
Karmosingylling (Oriolus traillii) är en asiatisk fågel i familjen gyllingar inom ordningen tättingar.

## Kännetecken

### Utseende
Karmosingyllingen är en medelstor (26 cm), svart och karmosinröd gylling med ljust öga. Hanen är karmosinröd med svart på huvud, övre delen av bröstet och vingarna. Honan är istället mörkgrå på mantel och rygg, undertill svartstreckat vit på buk och nedre delen av bröstet och karmosinröd endast på stjärt och övre stjärttäckare. Den skiljer sig från hona silvergylling genom mörkare grå mantel och kraftigare streckning under på mindre vit botten.

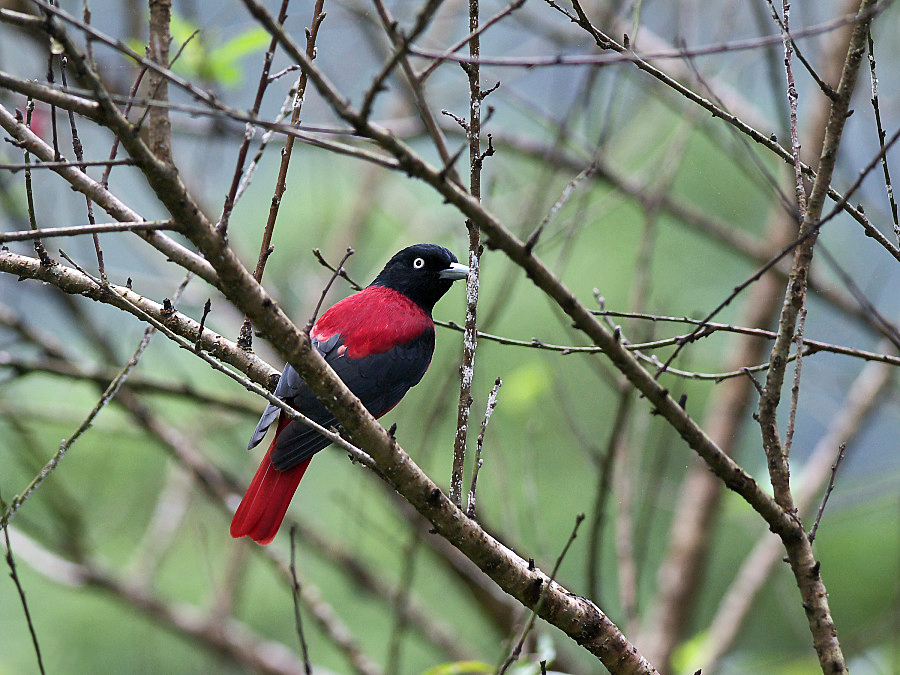
i Taiwan

### Läten
Den fylliga och flöjtande sången återges som "pi-lo-i-lo". Locklätet "kee-ah" är mindre strävt än hos svartnackad gylling.

## Utbredning och systematik
Karmosingylling delas in i fyra underarter med följande utbredning:
- Oriolus traillii traillii – foten av Himalaya till Myanmar, norra Thailand och norra Indokina
- Oriolus traillii robinsoni – södra Laos och södra Vietnam
- Oriolus traillii nigellicauda – Hainan (södra Kina); vissa flyttar vintertid till Indokina och sydöstra Thailand
- Oriolus traillii ardens – Taiwan

## Status
Artens population har inte uppskattats och dess populationstrend är okänd, men utbredningsområdet är relativt stort. Internationella naturvårdsunionen IUCN anser inte att den är hotad och placerar den därför i kategorin livskraftig. Den beskrivs som ganska vanlig eller ovanlig.

## Namn
Fågelns vetenskapliga artnamn hedrar Dr Thomas Stewart Traill (1781-1862), skotsk läkare, filosof och zoolog.